# Campionati europei di ciclismo su strada 2019 - Staffetta mista
La staffetta a squadre mista Uomini/Donne dei Campionati europei di ciclismo su strada 2019, prima edizione della prova, si svolse il 7 agosto 2019 su un percorso di 44,8 km con partenza ed arrivo ad Alkmaar, nei Paesi Bassi. La medaglia d'oro fu appannaggio del sestetto dei Paesi Bassi, il quale completò il percorso con il tempo di 52'49", alla media di 50,893 km/h; l'argento andò al sestetto della Germania e il bronzo a quello dell'Italia.
Sul traguardo 8 nazionali su 8 partenti, portarono a termine la competizione.

## Ordine d'arrivo
| Pos. | Corridore | Squadra         | Tempo   |
| ---- | --- | --------------- | ------- |
| 1    | Amy Pieters Ramon Sinkeldam Floortje Mackaij Koen Bouwman Riejanne Markus Bauke Mollema                          | Paesi Bassi     | 52'49"  |
| 2    | Jasha Sütterlin Mieke Kröger Justin Wolf Lisa Brennauer Marco Mathis Lisa Klein                                  | Germania        | a 14"   |
| 3    | Elisa Longo Borghini Manuele Boaro Silvia Valsecchi Davide Martinelli Vittoria Guazzini Edoardo Affini           | Italia          | a 1'25" |
| 4    | Sofie De Vuyst Lawrence Naesen Lotte Kopecky Otto Vergaerde Sanne Cant Thomas De Gendt                           | Belgio          | a 2'22" |
| 5    | Eugénie Duval Damien Gaudin Pascale Jeuland Dorian Godon Coralie Demay Corentin Ermenault                        | Francia         | a 2'25" |
| 6    | Anastasiia Pliaskina Vladislav Kulikov Margarita Syradoeva Anton Vorob'ëv Yelyzaveta Oshurkova Vladislav Duyunov | Russia          | a 4'11" |
| 7    | Tereza Korvasová Jakub Otruba Jarmila Machačová Michal Schlegel Nikola Bajgerová Jan Bárta                       | Repubblica Ceca | a 4'31" |
| 8    | Mariana Findrova Marek Čanecký Livia Hanesova Samuel Oros Andrea Juhasova Patrik Tybor                           | Slovacchia      | a 6'30" |